# Gebsattel
Gebsattel est une commune allemande de Bavière, située dans l'arrondissement d'Ansbach et le district de Moyenne-Franconie.

## Géographie

Situation de Gebsattel dans l'arrondissement d'Ansbach

Gebsattel est située sur la Tauber, dans le parc naturel de Frankenhöhe, à 3 km au sud de Rothenburg ob der Tauber et à 35 km à l'est d'Ansbach, le chef-lieu de l'arrondissement.
La commune, composée de trois quartiers, fait partie de la communauté administrative de Rothenburg.

## Histoire
Au XIe siècle, le village de Gebsattel appartenait aux comtes de Rothenburg-Komburg mais, après 1400, les 3/4 du village sont la propriété du monastère bénédictin de Komburg bei Schwäbisch Hall, le quart restant étant sujet de la ville de Rothenburg.
Ce n'est qu'en 1810 que le village est officiellement intégré au royaume de Bavière. Gebsattel a fait partie de l'arrondissement de Rothenburg jusqu'à sa disparition en 1945.
En 1972, la commune de Kirnberg (avec les hameaux de Pleikartshof, Speierhof et Wildenhof) est intégrée à la commune de Gebsattel. En 1978, c'est le tour de la commune de Bockenfeld.

## Démographie
| 1910   | 1933   | 1939   | 2009  |
| ------ | ------ | ------ | ----- |
| 1 166, | 1 159, | 1 088, | 1 814 |